# Walter Reiser
Walter Reiser (* 29. Dezember 1923 in Frauenfeld; † 21. August 2013) war ein Schweizer Radrennfahrer und nationaler Meister im Radsport.

## Sportliche Laufbahn
Reiser war im Strassenradsport und im Bahnradsport aktiv. Er war Teilnehmer der Olympischen Sommerspiele 1948 in London. Im olympischen Strassenrennen wurde er beim Sieg von José Beyaert als 25. klassiert. Die Mannschaft der Schweiz mit Reiser, Jean Brun, Jakob Schenk und Giovanni Rossi kam in der Mannschaftswertung auf den 6. Rang.
1950 gewann Reiser den nationalen Titel in der Einerverfolgung im Bahnradsport. 1950 bis 1954 startete er als Berufsfahrer in Schweizer Radsportteams. 1951 startete er in der Tour de France, schied aber auf der 6. Etappe aus. 1952 schied er ebenfalls auf einer der ersten Etappen aus. 1951 wurde er in der Nordwestschweizer Rundfahrt Zweiter hinter Cesare Zuretti. Seine beste Platzierung in der heimischen Tour de Suisse hatte er bei drei Starts 1951 mit dem 15. Rang im Endklassement.